# Mahayanasutrorna

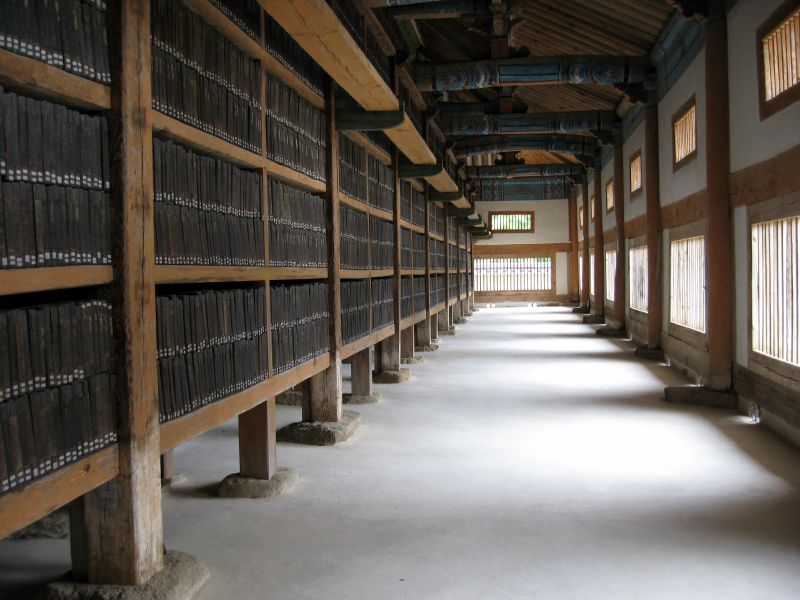
Tripitaka Koreana innehåller många mahayanasutror

Mahayanasutrorna refererar till de texter som accepteras som kanoniska inom de olika Mahayanabuddhistiska traditionerna. De finns idag bevarade främst i den kinesiska buddhismens skriftkanon, den tibetanska buddhismens skriftkanon samt i bevarade sanskritdokument. Omkring 100 mahayanasutror finns bevarade i sanskrit, kinesiska eller tibetanska.

## Historik och bakgrund
Ursprunget för mahayana är något oklart. De tidigaste åsikterna av mahayana i väst antog att mahayana existerade som en separat inriktning som konkurrerade med de så kallade hinayanainriktningarna (tidiga buddhistiska inriktningar). Eftersom vördnad inför buddhor och bodhisattvor förekommer inom mahayana, tolkades mahayana ofta som en mer dyrkande och lekmannafokuserad form av buddhism, med påstådda ursprung i rörelser centrerade kring vördnad av stupor. Alternativt att göra liknelser med historien om den kristna reformationen.  Dessa åsikter har dock blivit avfärdade i modern tid, då en mycket större mängd tidiga texter nu finns tillgängliga.  Dessa tidiga mahayanatexter talar ofta om att strikt följa bodhisattvavägen, engagemang i de asketiska idealet av klosterlivet, likt de idéer som uttrycktes i Khargaviṣana-sutra De tidiga åsikterna av mahayana som en separat lekmannainspirerad och dyrkande sekt är nu i stort sett ogrundade och felaktiga på alla sätt och vis. De tidiga versionerna av mahayanasutrorna var inte skrivna dokument, utan spreds via muntlig tradition. Verserna som memorerades och reciterades av munkar sågs på som en ersättning för att Buddha levererade texterna.
De tidigaste skriftliga bevisen på mahayana kommer från sutror från början av den kristna tideräkningen. Jan Nattier har noterat att i några av de tidigaste mahayanatexterna - såsom Ugraparipṛccha Sūtra - används termen "mahayana", men att det samtidigt inte finns någon skillnad i innehåll mellan dessa tidiga mahayanasutror och sutror från andra inriktningar från denna tid. Hon menar istället att "mahayana" istället refererade till ett rigoröst efterliknande av Shakyamuni Buddhas väg till buddhaskap, genom att vara en bodhisattva.
Det finns också inga bevis för att "mahayana" någonsin refererade till en separat inriktning eller sekt av buddhismen, utan snarare att termen existerade som en särskild samling ideal, och senare lärdomar, för bodhisattvor. Paul Williams har också noterat att mahayana aldrig hade eller försökte ha en separat vinaya eller munk-/nunneordinationsprocess jämfört med de tidiga buddhistiska inriktningarna, och att varje munk eller nunna som följde mahayana därför formellt tillhörde någon av de tidiga buddhistiska inriktningarna, och inte enbart mahayana. Detta fortsätter idag inom Östasien och inom tibetansk buddhism, där munk-/nunneregler och ordinationsprocess fortfarande följer en av de tidiga buddhistiska inriktningarna.  Av denna anledning var mahayana aldrig en rivaliserande/konkurrerande inriktning gentemot de tidiga buddhistiska inriktningarna.
Mycket av den tidiga informationen om ursprunget av mahayana kommer från tidiga kinesiska översättningar av mahayanska texter. Dessa mahayanska texter togs till Kina av Lokaksema - den första översättaren av mahayanasutror till kinesiska - under 100-talet.

## Forskares åsikter på historien
Vissa forskare har en agnostisk syn och anser att mahayanasutrorna är anonym litteratur, eftersom det inte kan bekräftas vem det var som skrev dem, samt att de enda tydliga årtalen som finns är när sutrorna blev översatta till ett annat språk än originalspråket. Andra forskare, såsom A. K. Warder har argumenterat för att de mahayanska sutrorna inte är historiska verk. 
John W. Pettit säger att "Mahayana har inte något starkt historiskt stöd för att representera de exakta lärdomarna av den historiske buddhan". Samtidigt menar han dock att de grundläggande koncepten av mahayana förekommer i palikanonen, vilket han då anser föreslår att mahayana "inte enbart är ett tillskott av påhittade lärdomar" utan "har en stark koppling till den faktiske Buddhans lärdomar".
Andra, såsom D.T. Suzuki menar att det inte spelar någon roll om mahayanasutrorna kan bli historiskt kopplade till den historiske buddhan, eftersom mahayanabuddhismen är en levande tradition och dess lärdomar följs av miljontals människor.
Oavsett hur få som håller åsikten att mahayansutrorna inte är historiska verk, betyder inte detta att alla forskare anser att palikanonen är ett historiskt verk heller.

### Tron hos mahayanabuddhister
Några traditionella berättelser om historien av mahayanasutrorna menar att många delar faktiskt skrevs ned vid buddhas livstid, för att sedan bli förvarade i fem hundra år i ett annat världssystem. Anledningen som ges för den sena framkomsten av mahayanasutrorna är att de flesta människorna var från början inkapabla att förstå mahayanasutrorna under Buddhas levnadstid (500 f.Kr.) och lämpliga mottagare för dessa lärdomar hade ännu inte uppkommit bland människosläktet. 
Vissa lärare anammar åsikten att alla lärdomar som har sina grunder i de fundamentala insikterna av Buddha utgör Buddhas tal, oavsett om lärdomarna är de historiska orden av Shakyamuni Buddha eller inte. Det finns stöd för detta perspektiv även inom palikanonen, i Mahaparinibbana Sutta (DN 16). 

### De tidigaste bevarade mahayanasutrorna

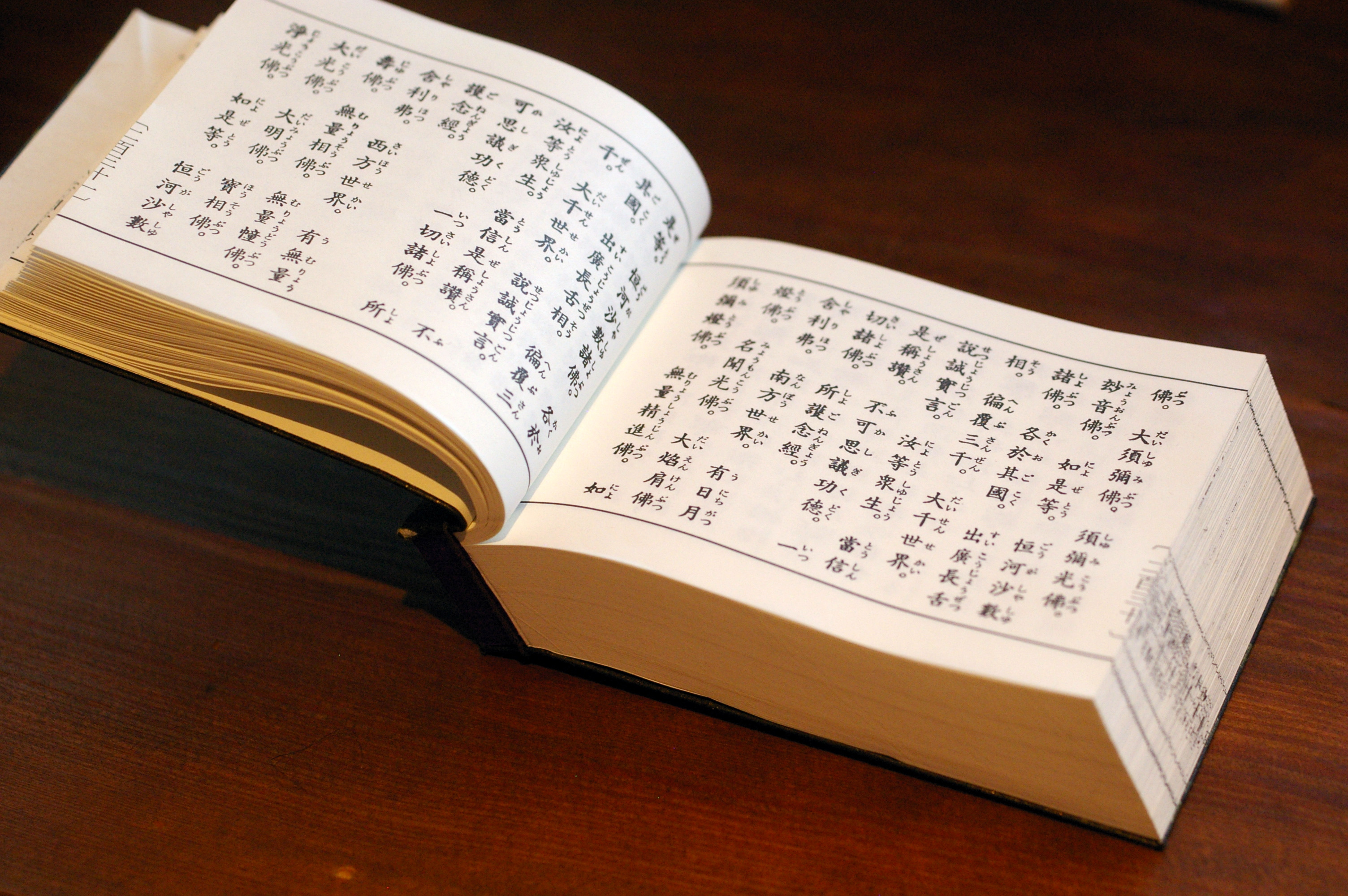
Sukhāvatīvyūhaḥ-sūtra var en av de tidigaste sutrorna att bli översatta till kinesiska. Här ses sutran i klassisk kinesiska med japanska annotationer.

En del forskare har traditionellt ansett att de tidigaste mahayanasutrorna inkluderar de första versionerna av Prajnaparamitasutrorna, tillsammans med texter centrerade kring Akshobhya, som troligen komponeras under det första århundradet i södra Indien. Vissa tidiga mahayanasutror översattes av Kushanmunken Lokaksema, som kom till Kina från Gandhara. Hans första översättningar till kinesiska gjordes i Östra Hans huvudstad Luoyang mellan år 178 och 189  Några mahayanasutror översatta under 100-talet är följande:
1. Aṣṭasāhasrikā Prajñāpāramitā Sūtra
2. Sukhāvatīvyūhaḥ-sūtra
3. Akṣobhyatathāgatasyavyūha Sūtra
4. Ugraparipṛcchā Sūtra
5. Mañjuśrīparipṛcchā Sūtra
6. Drumakinnararājaparipṛcchā Sūtra
7. Śūraṅgama Samādhi Sūtra
8. Bhadrapāla Sūtra
9. Ajātaśatrukaukṛtyavinodana Sūtra
10. Kāśyapaparivarta Sūtra
11. Lokānuvartana Sūtra
12. En tidig sutra med kopplingar till Avatamsaka Sutra

Några av dessa komponerades troligen i norra Indien under det första århundradet. Således tror många forskare att de tidigaste mahayanasutrorna var komponerade i norra Indien, men att den senare nedteckningen av mahayanasutror fortsatte i norra Indien.

## Naturen av mahayanska sutror
De lärdomar som finns i mahayanasutrorna, har i sin helhet blivit beskrivna som löst ihopsatta buntar med många olika lärdomar, vilket förklarar de varierande motsägelser som finns inom de mahayanska lärdomarna. På grund av dessa motsägelser, finns det "väldigt få saker som med säkerhet kan sägas om mahayanabuddhismen"

## Samlingar av mahayanasutror

### Bodhisattvapiṭaka
I abhidharma verket Abhidharmasamuccaya av Asanga från 300-talet, refererar han till kollektionen av agamor som Śrāvakapiṭaka, och kopplar detta till śrāvakor och pratyekabuddhor. Asanga klassificerar mahayanasutrorna som tillhörande Bodhisattvapiṭaka, som han ansåg vara kollektionen av lärdomar för bodhisattvor.

### Moderna samlingar
Mahayanasutrorna finns främst bevarade i den kinesiska buddhismens skriftkanon samt den tibetanska buddhismens skriftkanon, men det finns även en del originalskrifter bevarade i sanskrit.